# Van Chancellor
Van Winston Chancellor (Louisville, 27 settembre 1943) è un allenatore di pallacanestro statunitense, membro del Naismith Memorial Basketball Hall of Fame dal 2007.

## Carriera
Ha guidato gli Stati Uniti ai Campionati mondiali del 2002 e ai Giochi olimpici di Atene 2004.

## Palmarès

### Club
- Campionato WNBA: 4

Houston Comets: 1997, 1998, 1999, 2000

### Individuale
- WNBA Coach of the Year: 3

1997, 1998, 1999